# Ministère des Affaires étrangères (Tchad)
Pour les articles homonymes, voir Ministère des Affaires étrangères.
Le ministère des Affaires étrangères, de l'Intégration africaine et des Tchadiens de l'étranger est l’administration tchadienne chargée de mettre en œuvre la politique étrangère du Tchad et d’assurer les relations avec les États étrangers. Il est dirigé par un ministre, membre du gouvernement tchadien.
Depuis le 6 février 2025, Abdoulaye Sabre Fadoul est le ministre des Affaires étrangères.

## Organisation

### Ministres
- 2003-2005 : Nagoum Yamassoum
- 2005-2008 : Ahmad Allam-Mi
- 2008-2017 : Moussa Faki
- 2017 : Hissein Brahim Taha
- 2017-2020 : Chérif Mahamat Zene
- 2020-2021 : Amine Abba Sidick
- 2021-2022 : Chérif Mahamat Zene
- 2022-2024 : Mahamat Saleh Annadif
- 2024-2025 : Abderaman Koulamallah
- Depuis février 2025 : Abdoulaye Sabre Fadoul